# Browning M1900
FN Browning M.1900 (Браунінг зразка 1900 р., Браунінг № 1) — самозарядний пістолет, розроблений Джоном Браунінгом в 1896 році, який випускала бельгійська компанія Fabrique Nationale d'Armes de Guerre (FN) у 1900—1912 рр..

## Опис
Автоматика пістолета працює за принципом віддачі вільного затвора. Ударно-спусковий механізм — ударникового типу. Поворотна пружина, розташована над стволом, одночасно є і бойовою. При не зведеному ударнику важіль, що зв'язує пружину з ударником, піднесений і перекриває лінію прицілу. Магазин ємністю 7 патронів коробчастий, однорядний, окремий, розташований у рукоятці. Прицільні пристосування відкриті, нерегульовані. Вікно викиду гільз зроблено праворуч у рамці пістолета, а не в кожусі-затворі, як у інших конструкцій Браунінга. Випускалося два варіанти цього пістолета, довжиною 182 і 164 мм, але широке поширення одержали пістолети довжиною 164 мм, зі стволом довжиною 102 мм. Після випуску першої серії в 10 000 одиниць (довжиною 164 мм) до пістолета, з лівого боку внизу рукоятки, додали антабку, призначену для страхувального шнура.
Серійне виробництво Browning 1900 почалося 1900 року, тоді прийняли на озброєння бельгійської армії, а потім ще в кількох країнах. Офіцерам російської армії дозволялося купувати за свій рахунок і «мати при собі поза строєм … пістолети Браунінга 1 і 2 зразку» замість казенного револьвера. Пістолет також завоював велику популярність як поліцейська і цивільна зброя. Компонування і зовнішні обриси Браунінга 1900 визначили вигляд більшості автоматичних пістолетів до нинішнього часу.
За 12 років виробництва було виготовлено близько мільйона екземплярів. Крім того, в Китаї та інших країнах Азії виробляли численні копії і наслідування різних калібрів і розмірів.